# Tour della nazionale maschile di rugby a 15 dell'Australia 1952
Il  Tour della Nazionale di rugby a 15 dell'Australia 1952 fu una serie di match di rugby a 15, disputati tra agosto e settembre in Nuova Zelanda.
L'Australia, vinse 8 match su 10. La serie di "test match" ufficiali fini con 1 vittoria a testa per le due nazionali. la Bledisloe Cup restò dunque alla Nuova Zelanda, essendo essa la detentrice.

## Risultati
Sistema di punteggio: meta = 3 punti, Trasformazione=2 punti.Punizione e calcio da mark=  3 punti. drop = 3 punti. 
| Whangarei 13 agosto 1952 | North Auckland | 14 – 21 | Australia XV |  |

| Auckland 16 agosto 1952 | Auckland | 16 – 17 | Australia XV | Eden Park |

| Te Awatumutu 20 agosto 1952 | King's Country | 6 – 16 | Australia XV |  |

| New Plymouth 23 agosto 1952 | Taranaki | 9 – 13 | Australia XV |  |

| Palmertson North 27 agosto 1952 | Manawatu | 6 – 16 | Australia XV |  |

| Dunedin 30 agosto 1952 | Otago | 9 – 12 | Australia XV |  |

| Invercagill 3 settembre 1952 | Southland | 24 – 9 | Australia XV |  |

| Arbitro: | Ashley HGriffith |

|                                    |           |                                                              |
| mete: Fitzgerald, White c.p.: Bell | Marcatori | mete: Barker Stapleton, Windon trasf.: Cottrell Drop:Solomon |

| Nelson 10 settembre 1952 | Nelson Bays | 12 – 29 | Australia XV |  |

| Arbitro: | James Frood |

|                                                        |           |                                              |
| mete: Hotop, Robinson c.p.: Bowden, Jarden Drop: Hotop | Marcatori | mete: Windon trasf.: Cottrell c.p.: Cottrell |